# 近畿小子
KinKi Kids（近畿小子）是日本星達拓娛樂旗下的雙人偶像組合，成員為堂本光一及堂本剛，組合於1993年結成，後在1997年正式出道。因同為近畿地方（關西）出身，故將「近畿」的羅馬拼音「KinKi」加入團體名稱。兩人雖然同姓，但沒有血緣關係。
KinKi Kids的三個「K」皆為大寫。由於團名中有三個「Ki」並列，他們的粉絲俱樂部取名為「[Ki]×3」，會員編號1為光一，編號2為剛。。
截至目前，組合所發行的每張單曲均能在發片首週登上日本Oricon單周銷量榜的第一名，這個創舉已被列入「金氏世界紀錄」之中。。

## 簡介
1991年5月5日在光GENJI演唱會初次見面的兩人，在出道之前，曾以「W堂本」及「Kanzai Boya」名字出現，到1993年4月4日才正式確定「KinKi Kids」的名稱。
自1997年7月21日同時發行出道單曲《玻璃少年》及出道專輯《A album》，初次登上日本Oricon唱片銷量榜即獲得第一位。
從1998年起，他們幾乎每年年末到隔年元旦期間都會在東京巨蛋開唱，成為歷年年終的慣例。2007年7月22日舉辦的出道十周年紀念公演，進場觀眾多達67,000人，創下東京巨蛋單場表演最多觀眾紀錄。2008年元旦「We are φ'n39!! and U?」演唱會最後一場結束後，更改寫單一歌唱單位在東京巨蛋開唱場次最多的紀錄（目前持續累積中）。2008年末，KinKi Kids也曾移師大阪，首度舉辦單獨的跨年演唱會。2016年，由於他們獲邀出席NHK紅白歌合戰，所以演唱會於12月22及23日舉行。
除了音樂活動之外，兩人亦都活躍於主持綜藝節目。特別是主持日本富士電視台節目《LOVE LOVE 我愛你》的時候，因為得到吉田拓郎和坂崎幸之助（THE ALFEE）等著名音樂人的指導之下而開始了學習吉他。而且也因為這個節目的關係，能夠和吉田建等不同的資深音樂人合作，對他們其後的音樂活動有著很大的影響。
另外，他們也各自演出電視連續劇及出演多個綜藝節目等，以個人身份活躍當中。
於2024年12月31日的跨年直播中宣布更改團名，名稱是兩人姓氏的拼音DOMOTO，並預計於2025年7月21日出道滿28年時正式啟用新團名。

## 成員
- 堂本光一（どうもと こういち）、1979年1月1日、兵庫縣蘆屋市出身、B型。
- 堂本剛（どうもと つよし）、1979年4月10日、奈良縣奈良市出身、AB型。

## 音樂活動
*所有（）內發行日期為日本初回版發行日期

※以其他名義進行之作品，請參見「J-FRIENDS」、「堂本光一」、「堂本剛」、「ENDLICHERI☆ENDLICHERI」、「Toraji･Haiji」、「244 ENDLI-x」項目。

### 單曲
1. 玻璃少年（1997年7月21日）
2. 被愛不如愛人（1997年11月12日）
3. 雲霄飛車羅曼史（1998年4月22日）
4. 擁抱全部／青春時代（1998年7月29日）
5. Happy Happy Greeting／Cinderella Christmas（1998年12月9日）
6. 不要停止的純真（1999年2月24日）
7. Flower（1999年5月26日）
8. 雨的旋律／to Heart（1999年10月6日）
9. 越來越喜歡　越來越愛／KinKi充滿幹勁之歌（2000年3月8日）
10. 夏之王者／除了你誰都不愛（2000年6月21日）
11. 在我背上的翅膀（2001年2月7日）
12. 情熱（2001年5月23日）
13. Hey！大家好嗎？（2001年11月14日）
14. 藍色憂傷（2002年5月2日）
15. solitude～真實的告別～（2002年10月23日）
16. 永恆的BLOODS（2003年4月9日）
17. 把夢想留給心把愛留給你／閃耀☆渴望（2003年6月18日）
18. 薄荷糖（2003年8月13日）
19. 嘿，我會加油。（2004年1月15日）
20. Anniversary（2004年12月22日）
21. 天鵝絨的幽闇（2005年6月15日）
22. SNOW! SNOW! SNOW!（2005年12月21日）
23. 夏日風情（2006年7月26日）
24. 十二月禮讚（2006年11月29日）
25. BRAND NEW SONG（2007年4月25日）
26. 永遠（2007年9月12日）
27. Secret Code（2008年8月27日）
28. 約定（2009年1月28日）
29. Swan Song（2009年10月28日）
30. Family ～讓我們在一起（2010年12月1日）
31. Time（2011年6月15日）
32. 不一樣的石頭（2012年1月11日）
33. 尚未化作淚水的哀傷／戀情雖美終將凋零（2013年10月23日）
34. 沒有鑰匙的盒子（2014年11月12日）
35. 若懷抱夢想有時也會受傷（2015年11月18日）
36. 薔薇與太陽（2016年7月20日）
37. 綻放於路途上的夢之花（2016年11月2日）
38. The Red Light（2017年7月12日）
39. Topaz Love/DESTINY（2018年1月24日）
40. 想見你、想見你、卻見不到。（2018年12月19日）
41. 光之跡象（2019年12月4日）
42. KANZAI BOYA（原訂2020年5月5日，因嚴重特殊傳染性肺炎延至同年6月17日）
43. Ampere（2021年7月21日）
44. 高純度romance（2022年3月16日）
45. Amazing Love（2022年7月27日）
46. The Story of Us（2023年1月18日）
47. 薛丁格（2023年12月27日）

★[限定通路販售] Glorious Days 〜尋找一條道路（2014年3月1日）

### 專輯
1. A album（1997年7月21日）
2. B album（1998年8月12日）
3. C album（1999年8月4日）
4. D album（2000年12月13日）
5. E album（2001年7月25日）
6. F album（2002年12月26日）
7. G album -24/7-（2003年10月22日）
8. H album -H･A･N･D- （2005年11月16日）
9. I album -iD- （2006年12月13日）
10. Φ （2007年11月14日）
11. J album（2009年12月9日）
12. K album（2011年11月9日）
13. L album（2013年12月4日）
14. M album（2014年12月10日）
15. N album（2016年9月21日）
16. O album（2020年12月23日）
17. P album（2023年12月13日）

### 精選輯
1. KinKi Single Selection（2000年5月17日）
2. KinKi Single Selection II（2004年12月22日）
3. 39（2007年7月18日）
4. Ballad Selection（2017年1月6日）
5. The BEST（2017年12月6日）
6. 39 Very much（2025年7月21日）

### 其他
1. KinKi KaraoKe Single Selection （2000年7月19日）

### 影像作品

#### VHS
1. us（1998年5月20日）
2. KinKi Kids 3 days Panic! at Tokyo Dome '98-'99（1999年4月20日）
3. KinKi KiSS Single Selection 1（2001年5月8日）
4. KinKi KiSS Single Selection 2（2001年5月8日）
5. 風雲再起近畿小子2001台北演唱會（2001年9月5日）
6. -ISM（2002年1月9日）
7. KinKi Kids F Dome Concert ~Fun Fan Forever~（2003年12月3日）
8. KinKi KiSS 3 Single Selection（2004年7月14日）

#### DVD/Blu-ray
1. KinKi KiSS Single Selection（2001年5月9日）
2. 風雲再起近畿小子2001台北演唱會（2001年9月5日）
3. -ISM（2002年1月9日）
4. KinKi Kids F Dome Concert ~Fun Fan Forever~（2003年12月3日）
5. KinKi KiSS 2 Single Selection（2004年7月14日）
6. KinKi Kids 2004-2005 Font De Anniversary（2005年8月3日）
7. We are Φn' 39!! and U? KinKi Kids Live in DOME 07-08（2008年6月18日）
8. KinKi you DVD（2009年9月30日）
9. KinKi Kids concert tour J DVD（2010年8月11日）
10. KinKi Kids 2010-2011 ～你也是堂本FAMILY～（2011年7月27日）
11. King・KinKi Kids 2011-2012（2012年7月18日）
12. KinKi Kids Concert - Thank you for 15 years - 2012-2013 ( 2013年8月7日 )
13. KinKi Kids Concert 2013-2014 「L」(2014年10月22日)
14. KinKi Kids Concert『Memories ＆ Moments』 (2015年8月26日)
15. 2015-2016 Concert KinKi Kids (2016年8月10日)
16. We are KinKi Kids Dome Concert 2016-2017 TSUYOSHI & YOU & KOICHI (2017年7月12日)
17. MTV Unplugged: KinKi Kids (2018年4月11日)
18. KinKi Kids CONCERT 20.2.21 - Everything happens for a reason-（2018年7月25日）
19. KinKi Kids Concert Tour 2019-2020 ThanKs 2 YOU（2020年11月11日）
20. KinKi Kids O正月演唱會2021（2021年4月28日）
21. KinKi Kids Concert 2022-2023 24451～The Story of Us～（2023年7月21日）
22. KinKi Kids Concert 2023-2024 〜Promise Place〜（2024年7月17日）

### 演唱會
※有關堂本光一、堂本剛、ENDLICHERI☆ENDLICHERI名義之演出，請參見各自項目。
| 年份           | 類別                | 活動名稱                                                               | 日期                              | 舉行場次           | 舉行地點 | 附註 |  |
| 1994年－1995年 | 巡迴演唱會          | KinKi Kids Kick off 95                                                 | 12月31日－1月29日                 | 3個地方共15場演出  | 日本武道館、東京厚生年金會館、大阪厚生年金會館 | 日本武道館的演出是以追加演出的名義舉辦。另外，據說追加的武道館演出是在演出開始前兩週由喜多川社長宣佈的。 ※收錄於VHS『KiNKi KiDS with 35萬人歌迷世紀之LIVE』 |  |
| 1995年         | 巡迴演唱會          | KinKi Kids Kick off 95 SECOND CONCERT                                  | 3月30日－5月7日                   | 4個地方共7場演出   | 日本武道館、橫濱體育館、名古屋Rainbow Hall、大阪城音樂廳 | |  |
| 1995年         | 活動                | 「夏日！祭典！孩子們的嘉年華會 KinKi Kids 迷你LIVE」                   | 7月23日－7月31日                  | 1個地方共8場演出   | 新高輪王子飯店「飛天」 | 活動當中有迷你演唱會的演出 |  |
| 1995年         | 巡迴演唱會          | Kick off '95 SUMMER                                                    | 8月3日－8月30日                   | 7個地方共14場演出  | 北海道厚生年金會館、仙台Sunplaza、橫濱體育館、名古屋Rainbow Hall、大阪城音樂廳、福岡太陽宮、長崎市公會堂 | 在還未決定是否CD出道前初次的全國巡迴演唱會 |  |
| 1995年－1996年 | 巡迴演唱會          | KINKIRA KIN KinKi Kids '96                                             | 12月26日－1月14日                 | 3個地方共19場演出  | Yoyogi White Theater、名古屋Rainbow Hall、大阪城音樂廳 | ※收錄於VHS『KinKi Kids '96 Yoyogi White Theater』 |  |
| 1996年         | 活動                | LAWSON PRESENTS KinKi Kids '96                                         | 1月28日－2月10日                  | 7個地方共7場演出   | 北海道厚生年金會館、仙台Sunplaza、橫濱體育館、名古屋國際會議場、大阪城音樂廳、廣島郵便貯金會館、九州厚生年金會館 | 為LAWSON活動獎品的非售票性質演唱會 |  |
| 1996年         | 巡迴演唱會          | KinKi Nagoya Tokyo 3場SHOW                                             | 4月6日－5月4日                    | 3個地方共9場演出   | 橫濱體育館、名古屋rainbow hall、大阪城hall | |  |
| 1996年         | 巡迴演唱會          | KinKi Kids 96 夏日！全員集合！                                         | 7月24日－8月31日                  | 8個地方共35場演出  | 大阪城音樂廳、北海道厚生年金會館、廣島厚生年金會館、九州厚生年金會館、仙台Sunplaza、石川厚生年金會館、名古屋Rainbow Hall、橫濱體育館 | |  |
| 1996年－1997年 | 巡迴演唱會          | SHOW「Guts！」                                                         | 12月26日－1月7日                  | 3個地方共13場演出  | 橫濱體育館、名古屋Rainbow Hall、大阪城音樂廳 | 從這次的巡迴演出後，在1月1日（光一的生日）當天舉行演唱會成為慣例。 |  |
| 1997年         | 活動                | LAWSON PRESENTS KinKi Kids '97                                         | 2月1日－2月16日                   | 5個地方共5場演出   | 仙台Sunplaza、橫濱體育館、愛知厚生年金會館、大阪城音樂廳、廣島厚生年金會館 | 為LAWSON活動獎品的非售票性質演唱會。 ※此次演唱會的內容集結成的錄影帶在LAWSON限定發售，收錄於VHS『KinKi Kids '97 LAWSON PRESENTS』 |  |
| 1997年         | 巡迴演唱會          | KinKi Kiss In Dream Spring SHOW                                        | 3月25日－5月5日                   | 3個地方共15場演出  | 橫濱體育館、名古屋Rainbow Hall、大阪城音樂廳 | ※收錄於VHS『us』 |  |
| 1997年         | 巡迴演唱會          | A So Bo Concert                                                        | 7月29日－8月28日                  | 3個地方共16場演出  | 橫濱體育館、名古屋Rainbow Hall、大阪城音樂廳 | CD出道後的第一次巡迴演唱會。 ※收錄於VHS『us』 |  |
| 1997年         | 舞台                | 劇場改建落成特別演出 Johnny's Fantasy 「kyo to kyo」                   | 8月9日－8月15日                   | 1個地方共23場演出  | 京都・theater1200 | 此會場過去長期演出的「kyo to kyo」以劇場新落成之名演出。 ※收錄於VHS『Johnny's Fantasy KYO TO KYO '97夏公演』 |  |
| 1997年－1998年 | 巡迴演唱會          | HAPPY HAPPY DATE                                                       | 12月24日－1月15日                 | 3個地方共20場演出  | 大阪城音樂廳、東京寶塚劇場、名古屋Rainbow Hall | 寶塚劇場的演出因劇場將要改裝，在寶塚歌劇團最後演出至劇場解體為止的兩週間，由傑尼斯旗下所屬藝人輪流接力演出。因此演出僅為其中的一環，內容與名古屋、大阪演出的內容並不相同。 ※收錄於VHS『us』 |  |
| 1997年         | 活動                | Johnny's Countdown concert                                             | 12月31日                          | 1個地方共1場演出   | 東京寶塚劇場 | 此次活動中初次組成J-FRIENS。 ※收錄於VHS及DVD『J-FRIENDS Never Ending Spirit 1997-2003』 |  |
| 1998年         | 活動                | Johnny's 祭典in東京寶塚劇場 Final Stage                                | 1月18日                           | 1個地方共2場演出   | 東京寶塚劇場 | 在寶塚劇場舉行的演出最終日，事務所所屬大多數藝人皆參與演出的活動。 |  |
| 1998年         | 活動                | LAWSON PRESENTS KinKi Kids '98                                         | 1月24日－2月22日                  | 4個地方共8場演出   | 北海道厚生年金會館、仙台Sunplaza、廣島厚生年金會館、九州厚生年金會館 | 為LAWSON活動獎品的非售票性質演唱會，演出地以冬季巡迴演唱會未到之城市為主 |  |
| 1998年         | 單獨演唱會          | KinKi Kids 98 SPRING CONCERT HAPPY HAPPY DATE                          | 5月2日－5月5日                    | 1個地方共8場演出   | 橫濱體育館 | 與冬季在名古屋、大阪演出內容相同的追加公演 |  |
| 1998年         | 巡迴演唱會          | Summer Concert '98                                                     | 7月23日－8月28日                  | 6個地方共29場演出  | 橫濱體育館、大阪城音樂廳、名古屋Rainbow Hall、札幌・真駒内屋外競技場、山形綜合體育中心、福岡國際中心 | 在札幌舉行初次的戶外演唱會 |  |
| 1998年－1999年 | 巡迴演唱會          | Winter Concert '98〜'99                                                | 12月22日－1月1日                  | 2個地方共8場演出   | 大阪城音樂廳、東京巨蛋 | 初次舉行的巨蛋演出，大阪和東京的演出內容不相同。 ※收錄於VHS『KinKi Kids 3days Panic！ At TOKYO DOME 98～99』 |  |
| 1998年         | 活動                | J-FRIENDS Countdown concert「Asia Biggest Countdown in Dome」          | 12月31日                          | 1個地方共1場演出   | 東京巨蛋 | 從此次演出開始，在東京巨蛋舉行跨年演唱會成為慣例。 ※內容請參考VHS&DVD作品:「J-FRIENDS Never Ending Spirit 1997-2003」 |  |
| 1999年         | 巡迴演唱會          | Summer Concert '99「KinKi Kids」                                       | 7月20日－8月30日                  | 9個地方共29場演出  | 橫濱體育館、大阪城音樂廳、名古屋Rainbow Hall、真駒內屋外競技場、仙台Grande21、甲府Aimesse、濱松體育館、廣島綠色體育館、Marine Messe福岡 | 此次演唱會共動員35萬人。 |  |
| 1999年－2000年 | 巡迴演唱會          | Winter Concert                                                         | 12月25日－1月1日                  | 2個地方共5場演出   | 東京巨蛋、大阪巨蛋 | 此為第一次在大阪巨蛋演出。 |  |
| 1999年         | 巡迴演唱會          | Dome Concert in TOKYO 與 Dome Concert in OSAKA                         | 12月26日－12月31日                | 2個地方共5場演出   | 東京巨蛋、大阪巨蛋 | |  |
| 1999年         | 活動                | J-FRIENDS MILLENNIUM in TOKYO DOME                                     | 12月31日                          | 1個地方共1場演出   | 東京巨蛋 | ※收錄於VHS及DVD『J-FRIENDS Never Ending Spirit 1997-2003』 |  |
| 2000年         | 單獨演唱會+公開活動 | KinKi Kids DOME CONCERT 「LOVELOVE2000 in TOKYODOME」                  | 1月1日                            | 1個地方共1場演出   | 東京巨蛋 | 當日也與兩人所主持的電視節目「LOVE LOVE我愛你」舉行現場直播，活動色彩相當強的一場演唱會 |  |
| 2000年         | 海外巡迴演唱會      | 1st ASIAN TOUR KinKi Kids MILLENNIUM CONCERT In Taiwan HONGKONG        | 2月22日－2月27日                  | 2個地方共5場演出   | 台灣‧台北南港101、香港會議展覽中心 | 兩人初次的海外演出 |  |
| 2000年         | 巡迴演唱會          | KinKi Kids Selection Stadium Tour King Of SUMMER 2000                  | 7月26日－9月17日                  | 12個地方共30場演出 | 真駒內屋外競技場、秋田大館樹海巨蛋、山形市綜合體育中心、仙台市體育館、橫濱球場、twin messe靜岡、石川縣產業展示館4號館、名古屋巨蛋、大阪巨蛋、廣島green arena、香川縣縣民hall grand、福岡巨蛋                                                                        | 為期最久、演出次數最多的巡迴演唱會。9月16日的橫濱演出因暴雨而中止。 ※收錄於DVD『KinKi KiSS Single Selection』或VHS『KinKi KiSS Single Selection 1及2』 |  |
| 2000年－2001年 | 巡迴演唱會          | Domoto Dome de Daininki KinKi Kids concert 2000〜2001                  | 12月23日－1月1日                  | 2個地方共6場演出   | 東京巨蛋、大阪巨蛋 | |  |
| 2000年         | 活動                | J-FRIENDS COUNTDOWN FROM TOKYO                                         | 12月31日                          | 1個地方共1場演出   | 東京巨蛋 | |  |
| 2001年         | 海外巡迴演唱會      | KinKi Kids Returns! 2001 Concert Tour in 香港 台北                     | 5月8日－5月13日                   | 2個地方共6場演出   | 台灣・台北超級圓頂、香港體育館 | ※收錄於VHS及DVD『風雲再起近畿小子2001台北演唱會』 |  |
| 2001年         | 影像演唱會          | 故鄉好接觸E album活動 ～在年尾年初的巨蛋演唱會前KinKi到你的城市來～    | 8月15日－8月30日                  | 11個地方共32場演出 | 北海道厚生年金會館（剛）、青森市文化會館（剛）、橫濱體育館（二人）、新潟terrsa（剛）、靜岡市民文化會館（光一）、名古屋century hall（光一）、京都會館第一hall（光一）、大阪厚生年金會館（光一）、廣島厚生年金會館（光一）、高松市民會館（光一）、福岡sunpalace（剛） | 作為第五張專輯「E album」的購入特典，贈送了抽獎券可抽選參加這初次舉辦的影像演唱會，在每個不同的會場，到來的會是兩位中的哪一人，要到公演當天本人出現在面前才曉得（在橫濱場次中兩人皆有出現）。請參見左欄記載各場是哪一位到來。 ※收錄於VHS及DVD『-ISM』                                                                                            |  |
| 2001年－2002年 | 巡迴演唱會          | KinKi Kids DOME CONCERT "大家好嗎？"                                   | 12月27日－1月1日                  | 2個地方共6場演出   | 東京巨蛋、大阪巨蛋 | |  |
| 2001年         | 活動                | J-FRIENDS COUNTDOWN in TOKYO DOME                                      | 12月31日                          | 1個地方共1場演出   | 東京巨蛋 | ※收錄於VHS及DVD『J-FRIENDS Never Ending Spirit 1997-2003』 |  |
| 2002年－2003年 | 巡迴演唱會          | KinKi Kids DOME F Concert 〜Fun Fan Forever〜                          | 12月26日－1月1日                  | 2個地方共6場演出   | 東京巨蛋、大阪巨蛋 | 以面對舞台的方向看去、右側為光一的舞台、左側為剛的舞台、中央是KinKi的舞台。這種三重舞台的配置法，對於在巨蛋舉行公演的演唱會是革命性創舉的規劃。此巡迴演唱會的各方面獲得普遍相當好評，在2003年5－6月再次舉行追加公演。 |  |
| 2002年         | 活動                | J-FRIENDS COUNTDOWN in TOKYO DOME 2002                                 | 12月31日                          | 1個地方共1場演出   | 東京巨蛋 | 以身為J-FRIENDS的成員演出的最後一場跨年演唱會。 ※收錄於VHS及DVD『J-FRIENDS Never Ending Spirit 1997-2003』 |  |
| 2003年         | 巡迴演唱會          | KinKi Kids DOME F Concert 〜Fun Fan Forever 永恆的BLOODS〜（追加公演） | 5月25日－6月8日                   | 3個地方共7場演出   | 札幌巨蛋、名古屋巨蛋、福岡巨蛋 | 由於去年冬天舉行的冬季F CONCERT演唱會受到大好評，以及有非常多「希望能將此演唱會發行為DVD！」的意見，所以實行了此次的追加公演。與去年冬季F CONCERT合計，場地雄霸了日本五大巨蛋。 ※收錄於VHS及DVD『Kinki Kids Dome F Concert ～Fun Fan Forever～』                                                                                                 |  |
| 2003年－2004年 | 巡迴演唱會          | KinKi Kids 24/7 G Tour                                                 | 12月13日－1月1日                  | 4個地方共9場演出   | 東京巨蛋、名古屋巨蛋、大阪巨蛋、福岡巨蛋 | 此次巡迴演唱會的特色之ㄧ，是基於「希望盡全力以儘可能少的人數來進行舞台演出」的精神，將至今演唱會中伴舞的Johnny's Jr.的人數大量削減。（之後的演唱會，也基本上就只以MA此團體的Jr.作為伴舞群。）佈景與舞台手法相當簡潔，即「不依靠舞台手法，能將我們本身的歌唱與舞蹈，向觀眾呈現到何種地步呢？」之嘗試新挑戰的巡迴演唱會。                          |  |
| 2003年         | 活動                | Johnny's Starship Countdown                                            | 12月31日                          | 1個地方共1場演出   | 東京巨蛋 | 由此年此場開始，COUNTDOWN跨年演唱會之性質成為傑尼斯事務所所屬的各團體共同出演的演唱會（不只是J-FRIENDS之演唱會）。※收錄於DVD『Johnny's Starship Countdown 2003-2004』 |  |
| 2004年－2005年 | 巡迴演唱會          | KinKi Kids DOME TOUR 〜font de Anniversary〜                           | 12月18日－1月1日                  | 4個地方共9場演出   | 東京巨蛋、名古屋巨蛋、大阪巨蛋、福岡巨蛋 | 此巡迴演唱的伴奏，是首次搭配以樂團與弦樂團現場音樂演出。將至此的各張單曲以發售順序，混編為組曲、或全曲演出。 ※收錄於DVD『KinKi Kids 2004-2005 Font De Anniversary』 |  |
| 2004年         | 活動                | Johnny's BIG SUPRISE Countdown                                         | 12月31日                          | 1個地方共1場演出   | 東京巨蛋 | |  |
| 2005年         | 活動                | 堂本兄弟樂團首次現場演出                                               | 7月17日                           | 1個地方共1場演出   | 東京台場野外特設會場 | 兩人主持的音樂綜藝節目「新堂本兄弟」企劃之ㄧ，共招待兩萬人免費入場觀看的特別現場演出。 |  |
| 2005年－2006年 | 巡迴演唱會          | KinKi Kids H TOUR 〜Have A Nice Day〜                                  | 12月24日－1月1日                  | 2個地方共6場演出   | 東京巨蛋、大阪巨蛋 | 同前次巡迴演唱會、也是以樂團與弦樂團現場伴奏進行演出。以重金在舞台佈置人造山，會隨著燈光變化為冰山或火山等等，呈現山的各式風貌。另外也再現了6月13日晚在東京神宮外苑聖德記念繪畫館，單曲「天鵝絨的幽闇」發表會中，將宣傳影片投射在繪畫館前以100噸水噴射形成、高20公尺、寬50公尺的水幕(WATER SCREEN)情景。                                         |  |
| 2005年         | 活動                | Johnnys' Countdown                                                     | 12月31日                          | 1個地方共1場演出   | 東京巨蛋 | |  |
| 2006年         | 活動                | 堂本兄弟樂團第二次現場演出                                             | 8月1日                            | 1個地方共1場演出   | Zepp TOKYO | 作為兩人自己主持的音樂綜藝節目「新堂本兄弟」之企劃，共招待了2000人免費觀看的特別LIVE。此場發表了堂本兄弟樂團的自創曲「Music of Life」。入場者可得特製玩偶與團扇之贈品。 |  |
| 2006年－2007年 | 巡迴演唱會          | KinKi Kids CONCERT TOUR 2006〜2007 Harmony of Winter -iD-              | 12月25日－1月1日                  | 2個地方共5場演出   | 東京巨蛋、大阪巨蛋 | 連續第三年以BAND加弦樂團的組合現場伴奏進行公演。另外由於迎向2007年、即CD發行出道的10周年、事隔許久再次演唱了出道前的歌曲「FRIENDS」。 |  |
| 2006年         | 活動                | Johnnys' Countdown                                                     | 12月31日                          | 1個地方共1場演出   | 東京巨蛋 | |  |
| 2007年         | 活動                | KinKi Kids 10th Anniversary in TOKYO DOME                              | 7月22日                           | 1個地方共1場演出   | 東京巨蛋 | 慶祝CD出道十周年，為感謝歌迷所舉辦的活動。本次公演觀眾人數（約6萬7千人），改寫了東京巨蛋最多觀眾紀錄。此外，公演前日也就是出道十周年當天，在該會場舉行了金氏記錄（健力士記錄）的頒獎儀式。 |  |
| 2007年－2008年 | 巡迴演唱會          | We are Φn' 39!! and U? KinKi Kids Live in DOME 07-08                   | 12月23日－1月1日                  | 2個地方共6場演出   | 東京巨蛋、大阪巨蛋 | 1月1日是連續10年第30場的東京巨蛋公演，更新了由自己所保持、單獨藝人在東京巨蛋最多開唱場次紀錄。演唱會上首次採用觀眾四面環繞的Φ型中央舞台，「跟過去的舞台比起來，這次能讓會場裡的每位觀眾享受到同等的愉悅。」此外，1月1日演出時間達到4個小時，是比較長時間的一場演出。 ※收錄於DVD『We are Φn' 39!! and U? KinKi Kids Live in DOME 07-08』          |  |
| 2007年         | 活動                | Johnnys' Countdown                                                     | 12月31日                          | 1個地方共1場演出   | 東京巨蛋 | |  |
| 2008年         | 巡迴演唱會          | KinKi Kids 緊急全國巡迴 KinKi you Concert。                            | 7月21日－11月23日                 | 13個地方共27場演出 | 東京巨蛋、大阪巨蛋、長野big hat、仙台hot house super arena、名古屋NGK sports plaza、北海道立總合體育中心、新潟convention center、marine messe福岡、sun dome福井、廣島green arena、靜岡ECOPA arena、大分B-Con plaza、鹿兒島體育館                                    | 相隔8年再次舉辦夏季全國巡迴，也是歷時最久、開唱場地最多的一次演唱會。由於兩人曾表示「想到全國開演唱會」的意願，遂展開本次巡迴活動。不過，從5月28日發佈消息到7月21日首日開唱，準備時間相當緊急，演唱會名稱「KinKi you」便取了「緊急」的日文諧音，同時也有KinKi＆you的意思。                                                                       |  |
| 2008年－2009年 | 巡迴演唱會          | KinKi Kids 緊急全國巡迴 KinKi you Concert。東京・大阪 第2彈            | 11月30日－1月1日                  | 2個地方共6場演出   | 東京巨蛋、大阪巨蛋 | 有別於以往，12月31日的演唱會首次在大阪舉辦，也是KinKi Kids初次單獨的跨年演唱會。過去連續10年，每年年末元旦在東京巨蛋開唱的慣例，則暫時劃下休止符。12月31日當天公演名稱為「KinKi Kids CountDown Concert 2008-2009 in KinKi」，兩人特地演唱了過去發行的所有單曲（玻璃少年～約定），表演內容有別於平時巡迴。而1月1日公演長度跟去年一樣突破4個鐘頭。 |  |
| 2009年－2010年 | 巡迴演唱會          | KinKi Kids concert tour J                                              | 12月18日－1月11日                 | 4個地方共10場演出  | 北海道立總合體育中心、東京巨蛋、大阪巨蛋、marine messe福岡 | 相隔兩年，12月30日到1月1日的跨年場次再度回到東京巨蛋，不過最終公演仍與去年一樣在大阪舉行，這是KinKi Kids年底巡迴演唱會當中，難得不以1月1日作為最終場次。今年也首度讓包含樂隊成員在內的所有表演者，站上移動副舞台，讓觀眾近距離欣賞樂團的現場演出。※收錄於DVD『KinKi Kids concert tour J』                                                        |  |
| 2010年－2011年 | 巡迴演唱會          | KinKi Kids 2010-2011 ～ 你也是堂本FAMILY ～                            | 12月8日－1月10日                  | 4個地方共10場演出  | 北海道立總合體育中心、東京巨蛋、大阪巨蛋、marine messe福岡 | |  |
| 2011年－2012年 | 巡迴演唱會          | King KinKi Kids CONCERT TOUR 2011-2012                                 | 12月25日－1月1日                  | 2個地方共5場演出   | 東京巨蛋、大阪巨蛋 | |  |
| 2012年－2013年 | 巡迴演唱會          | KinKi Kids Concert Thank you for 15 years 2012-2013                    | 12月23日－1月1日                  | 2個地方共5場演出   | 東京巨蛋、大阪巨蛋 | |  |
| 2013年－2014年 | 巡迴演唱會          | KinKi Kids Concert 2013-2014 「L」                                     | 12月22,23日 & 12月31,2014年1月1日 | 2個地方共4場演出   | 東京巨蛋、大阪巨蛋 | |  |
| 2014年－2015年 | 巡迴演唱會          | KinKi Kids Concert「Memories & Moments」 2014-2015                     | 12月20,21日 & 12月30,2015年1月1日 | 2個地方共4場演出   | 東京巨蛋、大阪巨蛋 | |  |
| 2015年－2016年 | 巡迴演唱會          | 2015-2016 Concert KinKi Kids                                           | 12月19日－1月1日                  | 2個地方共4場演出   | 東京巨蛋、大阪巨蛋 | |  |
| 2016年         | 巡迴演唱會          | We are KinKi Kids Live Tour 2016 TSUYOSHI & KOICHI                     | 9月29日－11月2日                  | 7個地方共14場演出  | 日本武道館、日本ガイシスポーツプラザ ガイシホール、セキスイハイムスーパーアリーナ、大阪城ホール、真駒内セキスイハイムアイスアリーナ、広島グリーンアリーナ、マリンメッセ福岡                                                                                         | |  |
| 2016年－2017年 | 巡迴演唱會          | We are KinKi Kids DOME CONCERT 2016-2017 〜TSUYOSHI&YOU&KOICHI〜       | 12月22日－1月2日                  | 2個地方共4場演出   | 東京巨蛋、大阪巨蛋 | |  |
| 2017年         | 活動                | KinKi Kids Party!〜感謝20年〜                                          | 7月15日－7月16日                  | 1個地方共2場演出   | 橫濱球場 | |  |
| 2017年－2018年 | 巡迴演唱會          | KinKi Kids Concert 20.2.21〜Everything happens for a reason〜          | 12月16日－1月1日                  | 2個地方共4場演出   | 東京巨蛋、大阪巨蛋 | |  |
| 2019年－2020年 | 巡迴演唱會          | KinKi Kids Concert Tour 2019-2020 ThanKs 2 YOU                         | 12月14日－1月1日                  | 2個地方共4場演出   | 東京巨蛋、大阪巨蛋 | |  |
| 2020年         | 線上直播演唱會      | X'mas with KinKi Kids gift selection 2020                              | 12月24日                          | 共1場演出          | | |  |
| 2021年         | 線上直播演唱會      | KinKi Kids O正月演唱會2021                                             | 1月1日                            | 共1場演出          | | |  |
| 2022年         | 演唱會              | KinKi Kids Concert 2022                                                | 1月1日                            | 1個地方共1場演出   | 東京巨蛋 | |  |
| 2022年         | 活動                | 24451〜君と僕の声〜                                                    | 7月16日－8月7日                   | 2個地方共4場演出   | 大阪巨蛋、東京巨蛋 | |  |
| 2022年－2023年 | 巡迴演唱會          | KinKi Kids Concert 2022-2023 24451〜The Story of Us〜                  | 12月24日－1月2日                  | 2個地方共4場演出   | 東京巨蛋、大阪巨蛋 | |  |
| 2023年－2024年 | 巡迴演唱會          | KinKi Kids Concert 2023-2024                                           | 12月16日－1月2日                  | 2個地方共4場演出   | 東京巨蛋、大阪巨蛋 | |  |
| 2024年－2025年 | 巡迴演唱會          | KinKi Kids Concert 2024-2025 DOMOTO                                    | 12月31日－1月13日                 | 2個地方共4場演出   | 大阪巨蛋、東京巨蛋 | |  |

## 演出作品
※有關各自個人演出作品，請參閱堂本光一及堂本剛項目。

### 綜藝節目
（此處列兩人皆為主持人之節目）
- KISS了嗎？SMAP（朝日放送：1993年4月4日至1996年9月24日）
- KinKi大冒險（日本電視台：1996年4月7日至1996年9月29日）
- KinKi大放送（日本電視台：1996年10月6日至1998年3月29日）
- 如果輸了那可不行（富士電視台：1996年10月14日至1997年3月17日）
- Toki-kin快車！喜歡的事〈Toki-kin〉（東京放送：1996年10月16日至1997年3月12日）
- 罵人禁止七賢者的戰略（東京放送：1996年10月17日至1997年9月11日）
- LOVE LOVE 我愛你〈LOVE LOVE〉（富士電視台：1996年10月19日至2001年3月31日）
  - LOVE LOVE 堂本兄弟10周年生スペシャル（富士電視台：2006年9月29日）
  - LOVE LOVE あいしてる 16年ぶりの復活SP（富士電視台：2017年7月21日）
  - LOVE LOVE あいしてる 最終回・吉田拓郎卒業SP（富士電視台：2022年7月21日）
- 明星整人大作戰（富士電視台：1997年4月12日至1997年9月15日）
- GYU!想擁抱在一起〈GYU!〉（日本電視台：1998年4月5日至1998年9月27日）
- KinKi Kids的Gyu〈KinKi KidsGyu！〉（日本電視台：1998年10月4日至1999年9月26日）
- 堂本兄弟 → 新堂本兄弟（富士電視台：2001年4月8日至2014年9月28日）
  - 堂本兄弟2015 新春かえってきましたSP（富士電視台：2015年1月4日）
  - 堂本兄弟2016 あけましておめでとうSP（富士電視台：2016年1月3日）
  - 堂本兄弟もうすぐクリスマスSP（富士電視台：2016年12月16日）
  - 堂本兄弟2017 聖なる夜がやってくるSP（富士電視台：2017年12月15日）
  - 堂本兄弟2018 みんな集まれ！忘年会SP（富士電視台：2018年12月26日）
  - 堂本兄弟2019 ハッピークリスマスSP（富士電視台：2019年12月25日）
  - 堂本兄弟2020 みんなに会わなきゃ年越せないSP（富士電視台：2020年12月28日）
  - 堂本兄弟2021 みんなと一緒に年忘れSP（富士電視台：2021年12月27日）
  - 堂本兄弟2022 KinKi Kids祝25周年SP（富士電視台：2022年12月26日）
- 近畿小子的奔奔奔（日语：KinKi Kidsのブンブブーン）（富士電視台：2014年10月26日至2024年3月30日）

### 電視連續劇
- 人间·失格-如果我死去的话（日语：人間・失格〜たとえばぼくが死んだら）（東京放送：1994年7月8日至1994年9月23日）
- 彷徨少年时（日语：若葉のころ (テレビドラマ)）（東京放送：1996年4月12日至1996年9月29日）
- 我们的勇气～未满都市（日本電視台：1997年10月18日至1997年12月20日）
  - 我們的勇氣 未滿都市2017〈ぼくらの勇氣～未滿都市～2017〉 （日本電視台  2017年7月21日）

#### 戲劇影像作品
- 人間・失格-如果我死去的話- DVD-BOX 〈 DVD-BOX 〉
- 若葉時代 DVD-BOX 〈 DVD-BOX 〉
- 我們的勇氣．未滿都市 [DVD/BD]〈ぼくらの勇氣～未滿都市～[DVD/BD]〉
  - 我們的勇氣．未滿都市2017 [DVD/BD]〈ぼくらの勇氣～未滿都市～2017[DVD/BD]〉

### 電視廣告
- 近畿日本旅行社（1994年）※※小冊子
- 好侍食品「O'zac」洋芋片（1995年1月至1998年6月）
- 松下電器（1995年7月至2000年3月）
  - 「Rumote PHS」手機
  - 隨身聽
  - CD隨身聽
  - MD隨身聽
  - 攝錄機
  - 音響組合
- Benesse補習社（1995年12月至1997年3月）
  - 「進研補習班大學入學講座」
  - 「進研補習班高中講座」
- 豐田汽車 TOYOTA「煞車」※電台廣告
- 日本紅十字會「捐血」※海報硬照
- 日本新聞協會宣傳形象人物 ※海報硬照
- 日產汽車 Nissan「Ichiro活動」（1997年6月至1998年1月）
- 可口可樂「芬達』汽水（1998年3月至1998年5月）
- 全日空航空 ANA「全日空樂園」活動（1998年5月至1999年5月）
- 森永製果（2000年8月起）
  - 「DARS』巧克力（2000年8月起）
  - 「Choco MONAKA Jumbo」雪派（2001年4月起）
- NTT DoCoMo關西（2001年11月至2003年5月）※只於關西地區播放
- UC信用卡（2002年4月至2004年3月）
- SUNTORY 三得利飲品「Super Blue」啤酒（2004年6月起）
- Asahi 朝日飲品「十六茶」（2007年2月起）
- Music.jp（2009年）
- Baby Star ベビースタ（2010年7月12日起）
- 森永 おやつコロッケ（2011年1月10日起）
- サッポロ 麦とホップ（2012年1月25日起）
  - 「あと味NEW」篇（田村正和、仲間由紀恵、KinKi Kids）
- GREE「神獄之英靈殿之門」（2013年5月1日起）
- KAROYAN PROGRE防脫髮洗頭水廣告（2016）
- BIJOUDE KINKI THEME POUR TOUJOUR首飾廣告（2017年6月起）
- GYAO!（2017年7月起）
- 《Dragon Ball Legends -七龍珠激戰傳說-》手機遊戲3周年廣告(2018年1月28日起)
- D.U.O 『ザ クレンジングバーム』洗卸產品（2018年9月～）
- Amazon Prime Video「KinKi Kids Tour selection」（2020年10月起）
- 麒麟啤酒「KIRIN番搾り生ビール」（2022年3月起）[19]
- #KinKi25円でCM出演（2022年）
- 日本麥當勞「培根馬鈴薯派」（2023年4月起）[20]

### 廣播節目
- KinKi Kids怎樣的傢伙！（文化放送）（1994年10月10日至2025年7月15日）
  - DOMOTO怎樣的傢伙！（文化放送）（2025年7月～）
- 閃亮的KinKi世界（日本放送）（1995年至2007年9月29日）

### 電影
- 200X年 翔（1992年11月14日上映）
- SHOOT！（1994年3月12日上映）

### 舞台劇
- ANOTHER （1993年）

### NHK紅白歌合戰
| 年份   | 屆數   | 參加次數 | 曲目       | 出演順序 | 對戰歌手 |
| ------ | ------ | -------- | ---------- | -------- | -------- |
| 1999年 | 第50回 | 特別企劃 | Flower     | -        | -        |
| 2016年 | 第67回 | 1        | 玻璃少年   | 17/23    | Perfume  |
| 2022年 | 第73回 | 2        | 25週年組曲 | 21/22    | -        |

## 外部連結
- Johnny's net > KinKi Kids （页面存档备份，存于）
- KinKi Kids｜Johnny's Entertainment （页面存档备份，存于）
- KinKi Kids / Johnny's Entertainment Record的X（前Twitter）（日語）
- YouTube上的KinKi Kids頻道（页面存档备份，存于）
- KinKi Kids Tour selection （页面存档备份，存于） - Amazonプライム・ビデオ
- YouTube上的J Storm Official頻道